# Lubuk Beringin (Bathin III Ulu)
Lubuk Beringin is een bestuurslaag in het regentschap Bungo van de provincie Jambi, Indonesië. Lubuk Beringin telt 316 inwoners (volkstelling 2010).